# Steinbruch im Kothener Busch

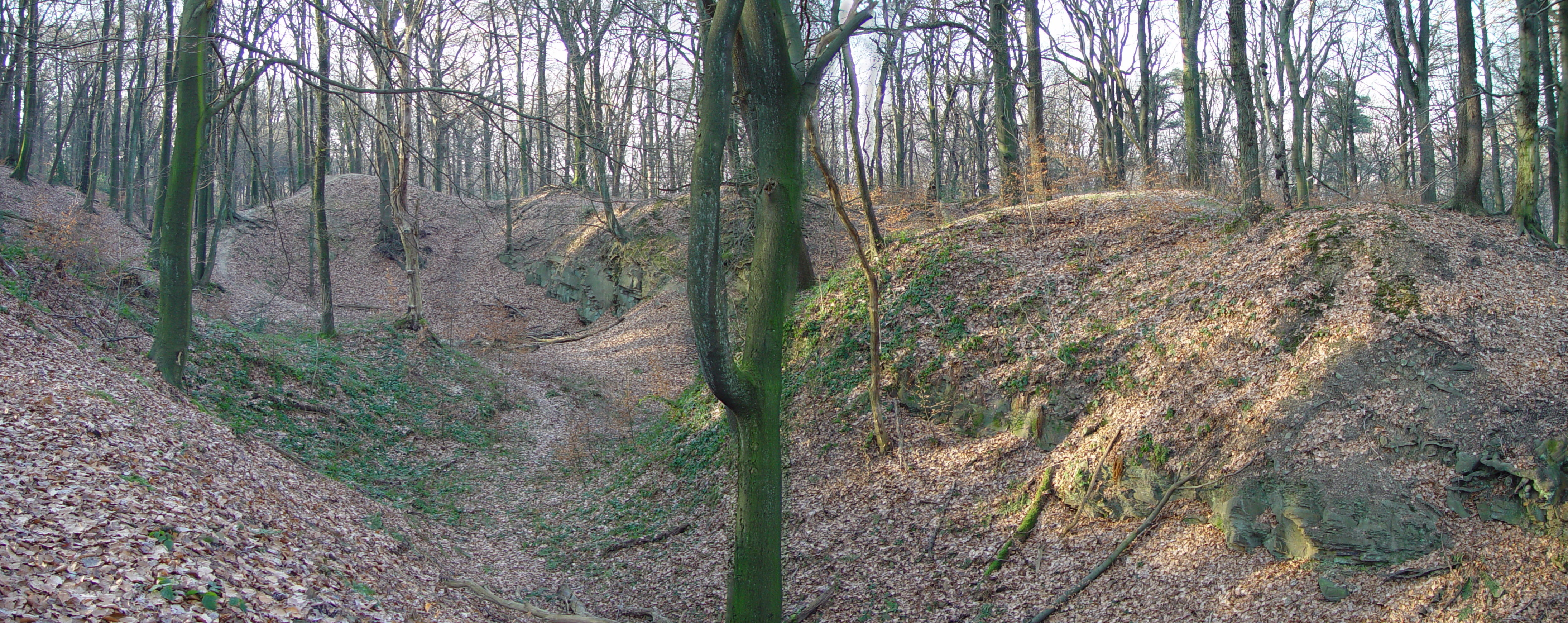
Panoramaansicht des Steinbruchs

Der Steinbruch im Kothener Busch ist ein ehemaliger Steinbruch im Waldgebiet Kothener Busch im Stadtbezirk Barmen der bergischen Großstadt Wuppertal. Der Grauwackesteinbruch wurde aufgrund der aufgeschlossenen geologischen Felsformationen gemäß § 22 a LG Nordrhein-Westfalen als „Steinbruch – ehemals Grauwackebruch -“ aus wissenschaftlichen, naturgeschichtlichen, landeskundlichen oder erdgeschichtlichen Gründen als geologisches Naturdenkmal unter Schutz gestellt. Regionaltektonisch befindet sich der Steinbruch auf dem Nordwest-Flügel des Remscheid-Altenaer Sattels.
Im Steinbruch wurden die mächtigen, überwiegend nach Nordwest einfallenden Grauwacken der mitteldevonischen Brandenberg-Schichten am Übergang zu den fossilreichen Funkloch-Schichten abgebaut. Die unreinen Sandsteine, plattigen Grauwacken wechseln hier mit grauen Schiefern und wurden im Mitteldevon auf einem Schelf, im Übergangsbereich vom Land zum Flachmeer abgelagert.
Der Steinbruch liegt in zum Tal der Wupper ausgerichteter Hanglage auf ca. 320 m Höhe am südlichen Rand des Wohnquartiers Kothen. Naturräumlich ist der Steinbruch mit seinen Gesteinen Teil des Lichtscheider Höhenrücken i.e.S., der regional auch als Wuppertaler Südhöhen bezeichnet wird.

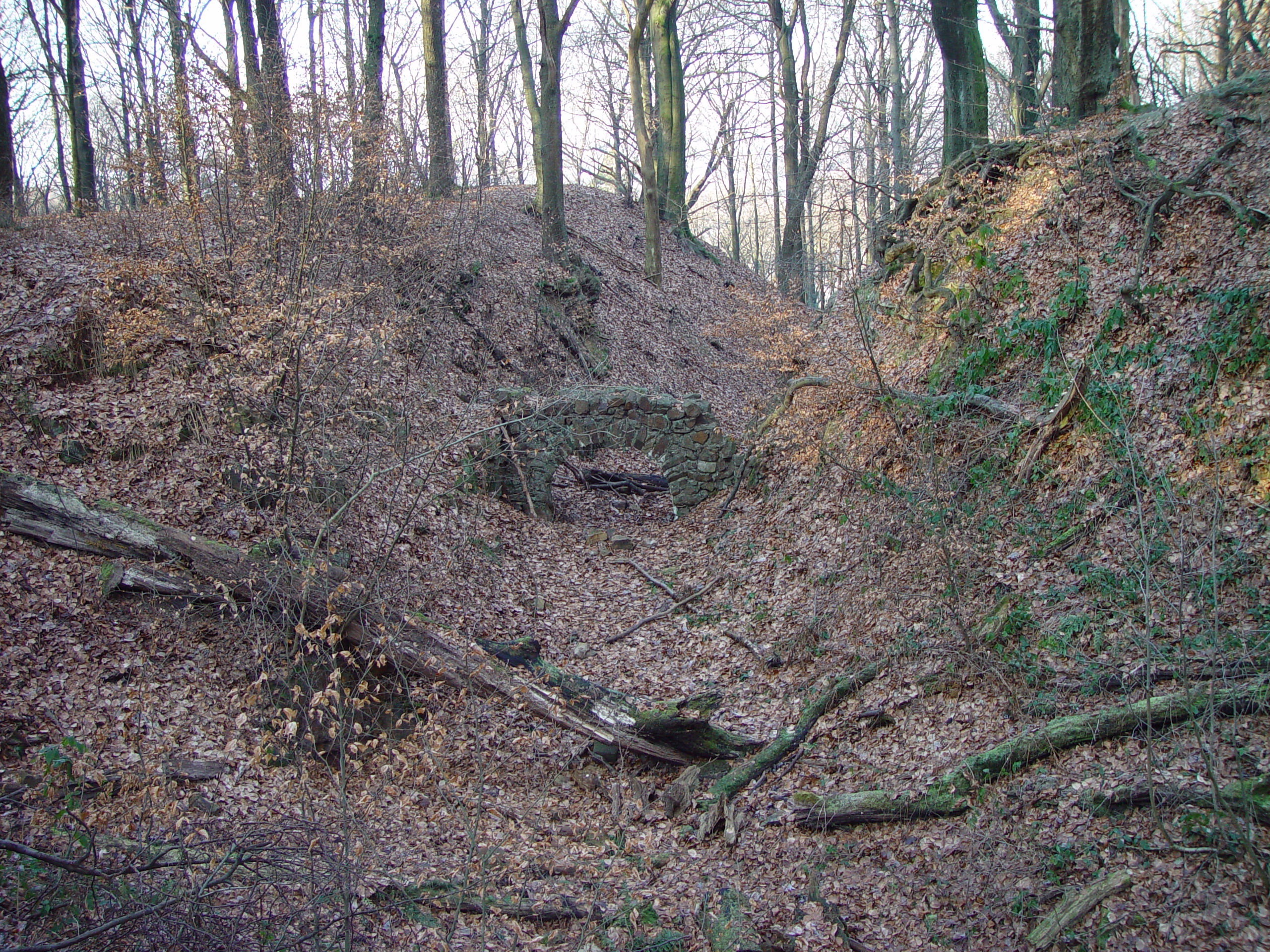
Gemauerter Torbogen im Zugang zum Steinbruch
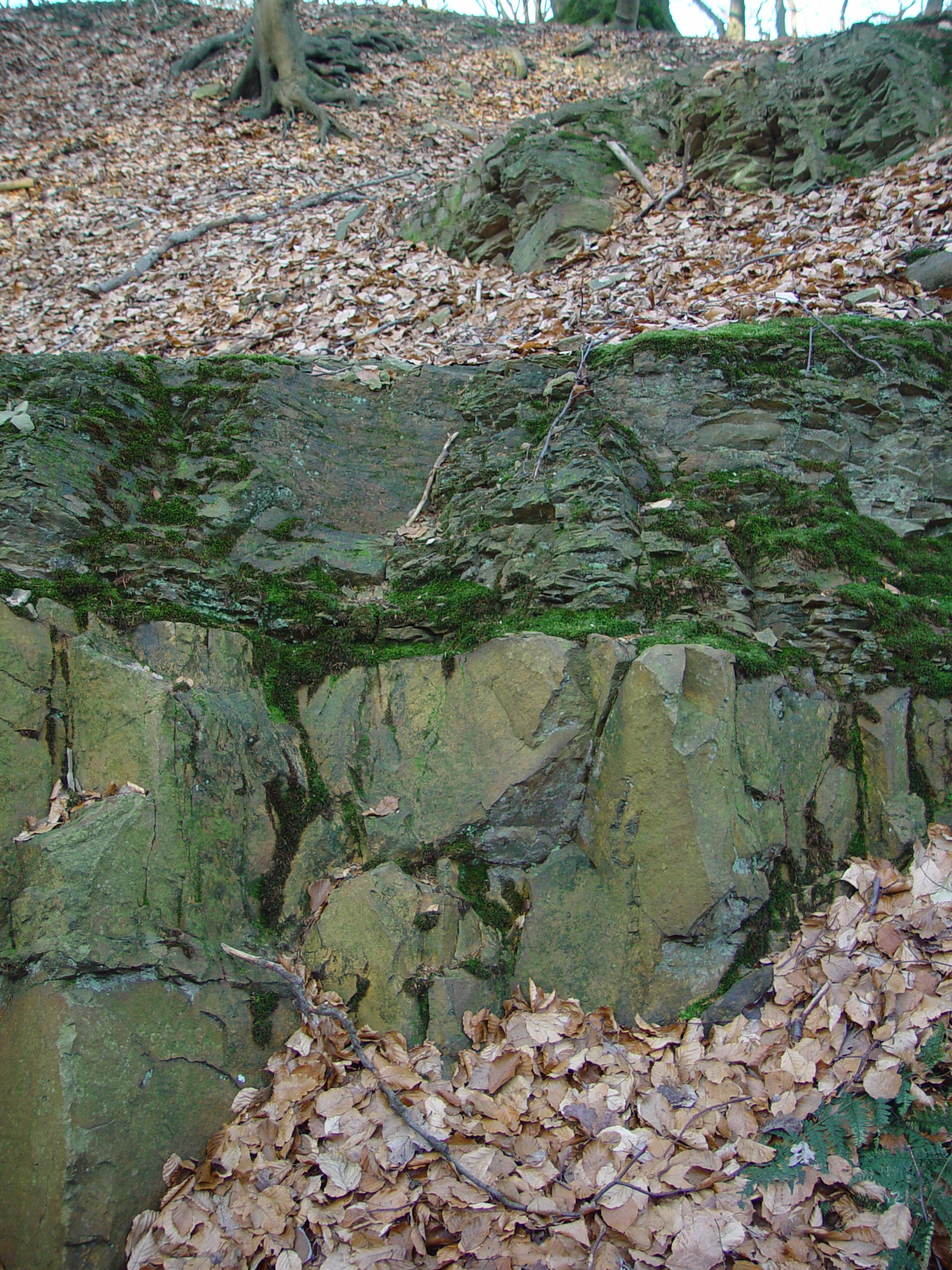
Detailansicht geologischer Aufschluss
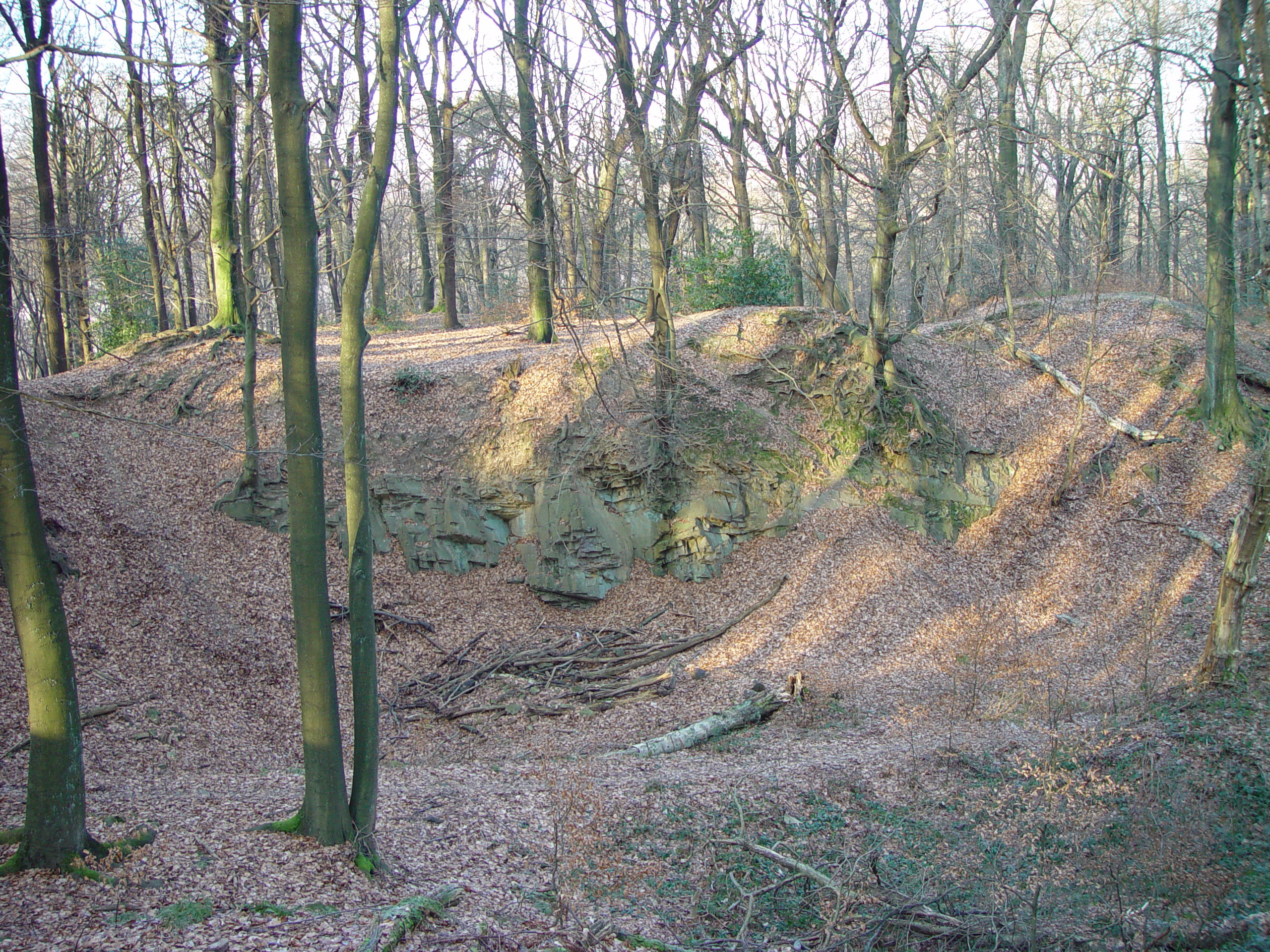
Teilansicht
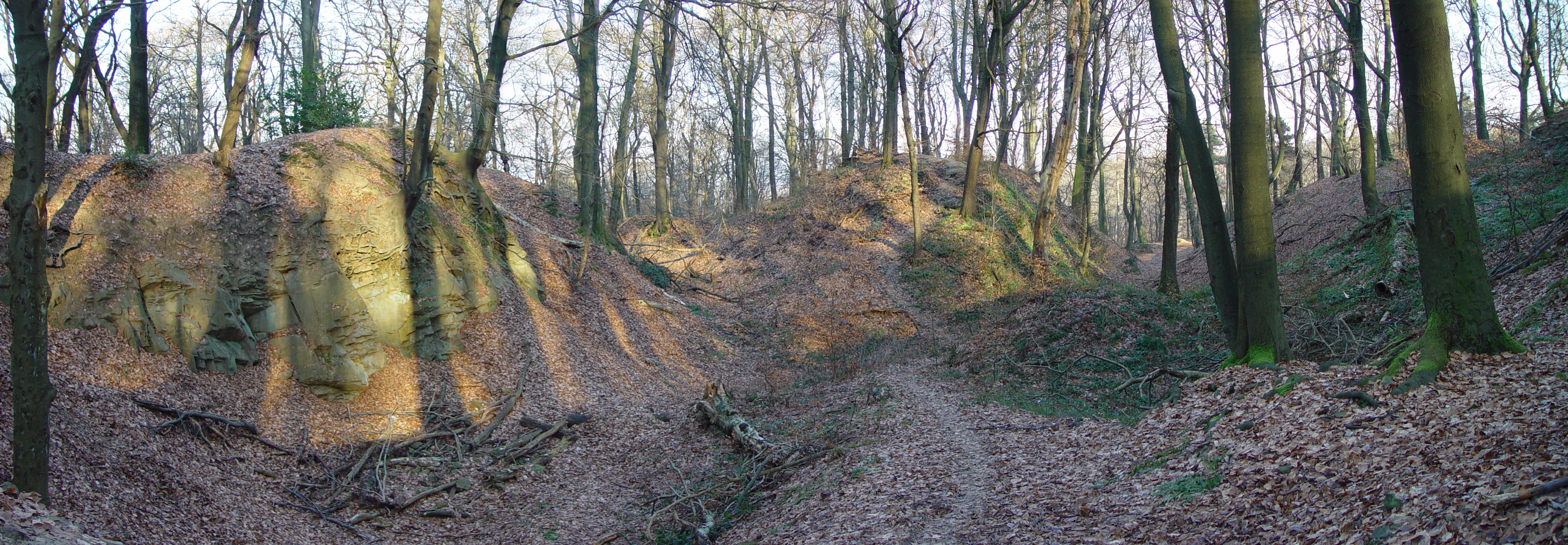
Panorama
- 3D Geländemodell des Steinbruchs